# Browallioideae
Sous-famille
Les Browallioideae sont une sous-famille de plantes à fleurs de la famille des Solanaceae. 